# Buais-Les-Monts
Buais-Les-Monts is een gemeente in het Franse departement Manche (regio Normandië). De plaats maakt deel uit van het arrondissement Avranches. Buais-Les-Monts is op 1 januari 2016 ontstaan door de fusie van de gemeenten Buais en Saint-Symphorien-des-Monts.

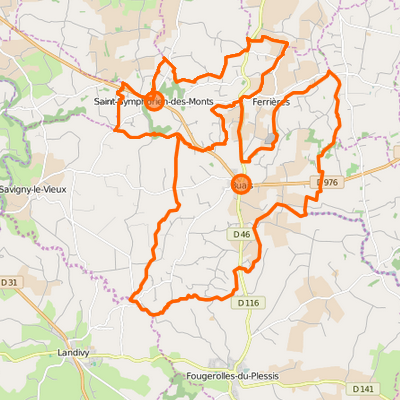
Gemeentefusie en omgeving